# نور الدين طالب
نور الدين طالب (مواليد 10 يونيو 1981) هو مُقاتل فنون قتالية مختلطة فرنسي وكندي.

## وصلات خارجية
- نور الدين طالب على موقع يو إف سي (الإنجليزية)
- نور الدين طالب على موقع بيلاتور (الإنجليزية)
- نور الدين طالب على موقع شيردوغ (الإنجليزية)
- نور الدين طالب على موقع Tapology.com (الإنجليزية)
- نور الدين طالب على موقع IMDb (الإنجليزية)